# Layansari
Layansari is een bestuurslaag in het regentschap Cilacap van de provincie Midden-Java, Indonesië. Layansari telt 8196 inwoners (volkstelling 2010).